# Methanosaeta
Genre
Espèces de rang inférieur
- M. concilii
- M. harundinacea
- M. pelagica
- Methanothrix thermophila

Methanosaeta est l'ancien nom, maintenant appelé Methanothrix, d'un genre d'archées méthanogènes anaérobies. Tout comme celles du genre Methanosarcina, ses espèces sont acétotrophes, c'est-à-dire qu'elles peuvent produire du méthane CH4 par réduction de l'acétate CH3COO–, l'un des trois modes de méthanogenèse.